# 米倉宝二
米倉 宝二（よねくら ほうじ、1944年（昭和19年）10月3日 - ）は、日本のボクサー。

## 経歴・人物
立教大学在学中に、1964年東京オリンピックに男子ライトウェルター級大会で出場し、3回戦敗退した。